# Tanja Szewczenko
Tanja Szewczenko (Düsseldorf, Alemanha Ocidental, 26 de julho de 1977) é uma ex-patinadora artística alemã, que competiu no individual feminino. Ela foi medalhista de bronze no Campeonato Mundial de 1994 e no Campeonato Europeu de 1998, e foi campeão três vezes do campeonato nacional alemão. Szewczenko disputou os Jogos Olímpicos de Inverno de 1994 e 1998 terminando na sexta posição em 1994.

## Principais resultados
| Resultados                                                                                   | Resultados        | Resultados        | Resultados        | Resultados       | Resultados        | Resultados      | Resultados       | Resultados        | Resultados    | Resultados    | Resultados    | Resultados    |
| Internacional                                                                                | Internacional     | Internacional     | Internacional     | Internacional    | Internacional     | Internacional   | Internacional    | Internacional     | Internacional | Internacional | Internacional | Internacional |
| Evento/Temporada                                                                             | 1992– 1993        | 1993– 1994        | 1994– 1995        | 1995– 1996       |                   | 1997– 1998      | 1998– 1999       | 1999– 2000        |               |               |               |               |
| -------------------------------------------------------------------------------------------- | ----------------- | ----------------- | ----------------- | ---------------- | ----------------- | --------------- | ---------------- | ----------------- | ------------- | ------------- | ------------- | ------------- |
| Jogos Olímpicos                                                                              |                   | 6.ª               |                   |                  | WD                |                 |                  |                   |               |               |               |               |
| Campeonato Mundial                                                                           | 7.ª               | Medalha de bronze | WD                | 6.ª              | 9.ª               |                 |                  |                   |               |               |               |               |
| Campeonato Europeu                                                                           | 4.ª               | 5.ª               | 4.ª               | 5.ª              | Medalha de bronze | WD              |                  |                   |               |               |               |               |
| CS Champions Series Final                                                                    |                   |                   |                   |                  | Medalha de prata  |                 |                  |                   |               |               |               |               |
| CS Nations Cup                                                                               | 8.ª               | Medalha de ouro   | Medalha de bronze | 5.ª              | Medalha de ouro   |                 |                  |                   |               |               |               |               |
| CS NHK Trophy                                                                                |                   |                   | 4.ª               |                  | Medalha de ouro   |                 |                  |                   |               |               |               |               |
| Karl Schäfer Memorial                                                                        |                   | Medalha de prata  |                   |                  |                   |                 |                  |                   |               |               |               |               |
| Piruetten                                                                                    |                   | 5.ª               |                   |                  |                   |                 |                  |                   |               |               |               |               |
| Skate Israel                                                                                 |                   |                   |                   | Medalha de ouro  |                   |                 |                  |                   |               |               |               |               |
| Internacional – Júnior                                                                       |                   |                   |                   |                  |                   |                 |                  |                   |               |               |               |               |
| Campeonato Mundial Júnior                                                                    | Medalha de bronze | 4.ª               |                   |                  |                   |                 |                  |                   |               |               |               |               |
| Nacional                                                                                     |                   |                   |                   |                  |                   |                 |                  |                   |               |               |               |               |
| Campeonato Alemão                                                                            | Medalha de bronze | Medalha de ouro   | Medalha de ouro   | Medalha de prata |                   | Medalha de ouro | Medalha de prata | Medalha de bronze |               |               |               |               |
|                                                                                              |                   |                   |                   |                  |                   |                 |                  |                   |               |               |               |               |
| Legenda: CS = Champions Series; WD = Abandonou; Competição não foi disputada nesta temporada |                   |                   |                   |                  |                   |                 |                  |                   |               |               |               |               |